# Richard Willis
Pour les articles homonymes, voir Willis.
Richard Willis (1664-1734) est un évêque anglais, successivement évêque de Gloucester, de Salisbury et de Winchester.

## Biographie
Il est né à Ribbesford, dans le Worcestershire, où son père est tanneur. Il fait ses études à Bewdley Grammar School et Wadham College, Oxford, où il s'inscrit en 1684 et obtient son diplôme BA en 1688. Il devient membre du All Souls College, Oxford.
Il devient vicaire à Cheshunt puis, en 1692, lecteur à St Clement Danes, où il acquiert une réputation de prédicateur. En 1694, il est aumônier du roi Guillaume III lors d'un voyage aux Pays-Bas.
En 1701, il est nommé doyen de Lincoln et en 1714 évêque de Gloucester. En 1721, il devient évêque de Salisbury et chancelier de l'ordre de la jarretière avant de devenir en 1723 évêque de Winchester et greffier du cabinet. Il est Lord High Almoner de 1718 à 1723.
Il est l'un des principaux fondateurs de la Société pour la promotion de la connaissance chrétienne (SPCK). Il donne en 1702 le premier des sermons annuels au nom de la Société pour la Propagation de l'Évangile en parties étrangères (SPG). Il propose un ensemble de théories influentes sur le travail missionnaire évangélique en relation avec le règlement de l'église anglicane, la vie commerciale et la colonisation,.
Il accuse John Locke de «hobbisme», citant un parallèle avec Léviathan. Il attaque le déisme en général, et John Toland et William Stephens en particulier.
Le 23 août 1705, il prononce un sermon d'action de grâce pour les victoires remportées par le duc de Marlborough lors de la Guerre de Succession d'Espagne, dans Cathédrale Saint-Paul de Londres, qui est publié. Cela lui attire une controverse avec John Hughes, écrivant Un examen de l'affaire d'Ephraim et Judah, et son application à l'affaire de l'église d'Angleterre et des dissidents, et à la réponse de Joseph Williamson,. Il est également attaqué par l'unitarien Thomas Emlyn.
Il est un whig en politique. Il est décédé en 1734. Un monument à sa mémoire se trouve dans la cathédrale de Winchester.